# مانوئل ماریا پانس بروست
مانوئل ماریا پانس بروست (انگلیسی: Manuel María Ponce Brousset؛ ۵ آوریل ۱۸۷۴ – ۱۸ ژوئیه ۱۹۶۶) سیاست‌مدار اهل پرو بود. وی از ۲۵ اوت ۱۹۳۰ تا ۲۷ اوت ۱۹۳۰ به عنوان رئیس‌جمهور موقت پرو فعالیت نمود.
مانوئل ماریا پانس بروست در ۱۸ ژوئیه ۱۹۶۶، در سن ۹۲ سالگی درگذشت.